# Лотикове (зупинна платформа)
Лотико́ве — пасажирський зупинний пункт Луганської дирекції Донецької залізниці на лінії Родакове — Дебальцеве.
Найближчий населений пункт м. Зимогір'я, Слов'яносербський район, Луганської області. Зупинний пункт розташований між станціями Родакове (6 км) та Слов'яносербськ (3 км).
Через військову агресію Росії на сході Україні транспортне сполучення припинене, водночас керівництво так званих ДНР та ЛНР заявляло про запуск електропоїзда сполученням Луганськ — Ясинувата, що підтверджує сайт Яндекс.